# Mistral (střela)

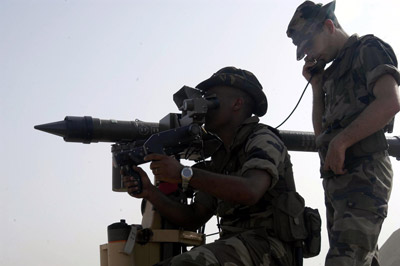
Střela Mistral jako přenosný protiletadlový raketový komplet s dvoučlennou obsluhou

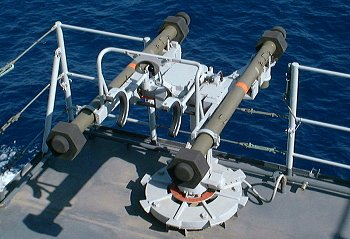
Dvojité odpalovací zařízení Simbad

Mistral je protiletadlový raketový komplet velmi krátkého dosahu s infračerveným naváděním, vyráběný evropským koncernem MBDA. Střela Mistral je plně autonomní, tzv. typu „vystřel a zapomeň“. Může být odpalována z řady platforem - z lodí, vozidel či vrtulníků, k jeho nasazení ale stačí i dvojice vojáků. Systém je díky 93% pravděpodobnosti zásahu vysoce efektivní.

## Charakteristika
Vývoj střely začal v roce 1974 pod označením SATCP (sol-air à très courte portée). Zajišťovala ho francouzská společnost Matra, pozdější Matra BAE Dynamics, která je nyní součástí koncernu MBDA. Sériová výroba střel Mistral byla zahájena v roce 1989. Střelu využívají jak pozemní síly, tak letectvo a námořnictvo. V současnosti tento systém používají ozbrojené síly 27 zemí. Doposud bylo objednáno cca 16 000 střel, které jsou doposud vyráběny ve verzích Mistral 1 a modernější Mistral 2.
Dvoustupňový raketový motor na tuhé pohonné hmoty je odvozen od motoru řízené střely Matra Super 530. Střela nese hlavici vysoce brizantní tříšivé trhaviny (HE) o hmotnosti 3 kg, obsahující wolframové kuličky. Navádění je pasivní infračervené. Čidlo se nachází v nose rakety.

## Hlavní zbraňové platformy

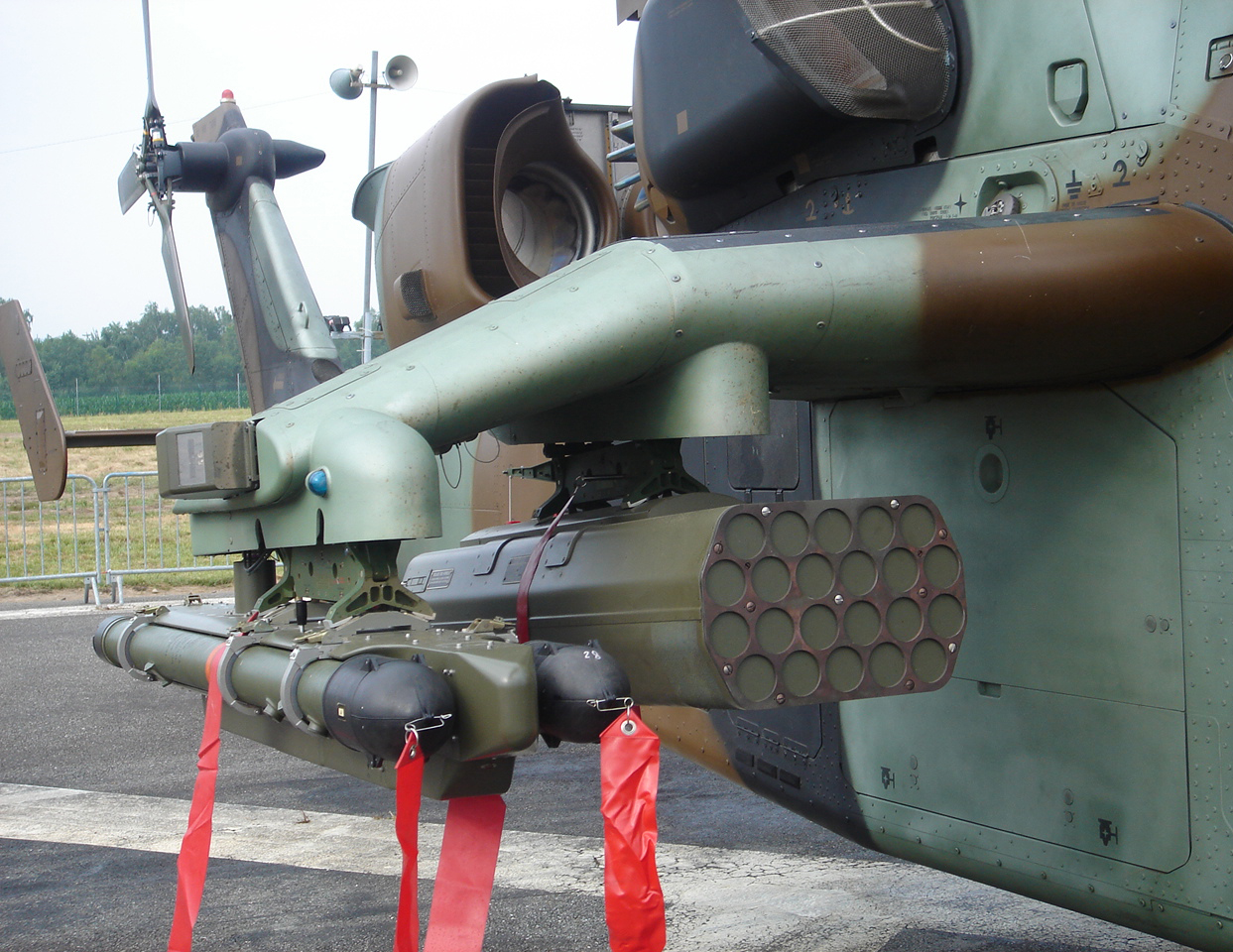
Dvojitá odpalovací platforma ATAM na vrtulníku Eurocopter Tiger

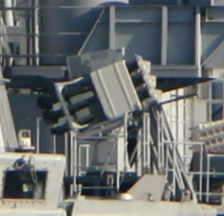
Šestinásobné odpalovací zařízení Sadral na torpédoborci Dupleix (D641)

- Přenosný protiletadlový raketový komplet – ruční odpálení střely Mistral týmem dvou vojáků, z nichž jeden střelu drží, zatímco druhý ji ovládá. Střela může být k výstřelu připravena během 60 sekund. První raketový stupeň dostane střelu z odpalovacího zařízení, přičemž druhý stupeň se zažehne až v bezpečné vzdálenosti od vojáků a urychlí střelu na rychlost 2,5 M. V této konfiguraci má střela dosah 6 km.[1]
- Atlas – dvojité odpalovací zařízení střel Mistral, použitelný u různých typů vozidel. Zaveden na počátku 90. let.
- ALBI – dvojité odpalovací zařízení střel Mistral 2, řešené jako věž, kterou lze instalovat do různých typů vozidel. Omán systém instaloval na lehká obrněná vozidla Panhard VBL.[1]
- ATAM – dvojité odpalovací zařízení střel Mistral 2 pro vrtulníky.[2]
- Simbad – dvojité odpalovací zařízení pro válečné lodě. Hmotnost 250 kg. Systém obsluhuje mířič/operátor. Letadlová loď NAe São Paulo, vrtulníkové výsadkové lodě třídy Foudre a Mistral.
- Simbad-RC – dvojité odpalovací zařízení instalované na dálkově ovládané lafetě vybavené kamerou a termální kamerou.[3] Zkoušky byly ukončeny v březnu 2016.[4]
- SPIMM – kontejnerizované odpalovací zařízení SPIMM (Self-Protection Integrated Mistral Module) vzniklo na základě modelu Simbad-RC. Je vhodné například pro nákladní lodě. Je umístěno v desetistopém ISO kontejneru. Dálkově ovládaný modul nese dvě střely a je vybaven infračerveným systémem detekce hrozeb. Celková zásoba střel je šest kusů. Systém řídí dva operátoři mající stanoviště uvnitř kontejneru.[5]
- Tetral – čtyřnásobné odpalovací zařízení pro válečné lodě. Hmotnost 600 kg.
- Sadral – šestinásobné odpalovací zařízení pro válečné lodě. Hmotnost 1080 kg. Funguje plně automaticky. Torpédoborce třídy Cassard, letadlové lodě Charles de Gaulle a HTMS Chakri Naruebet.

## Hlavní technické údaje

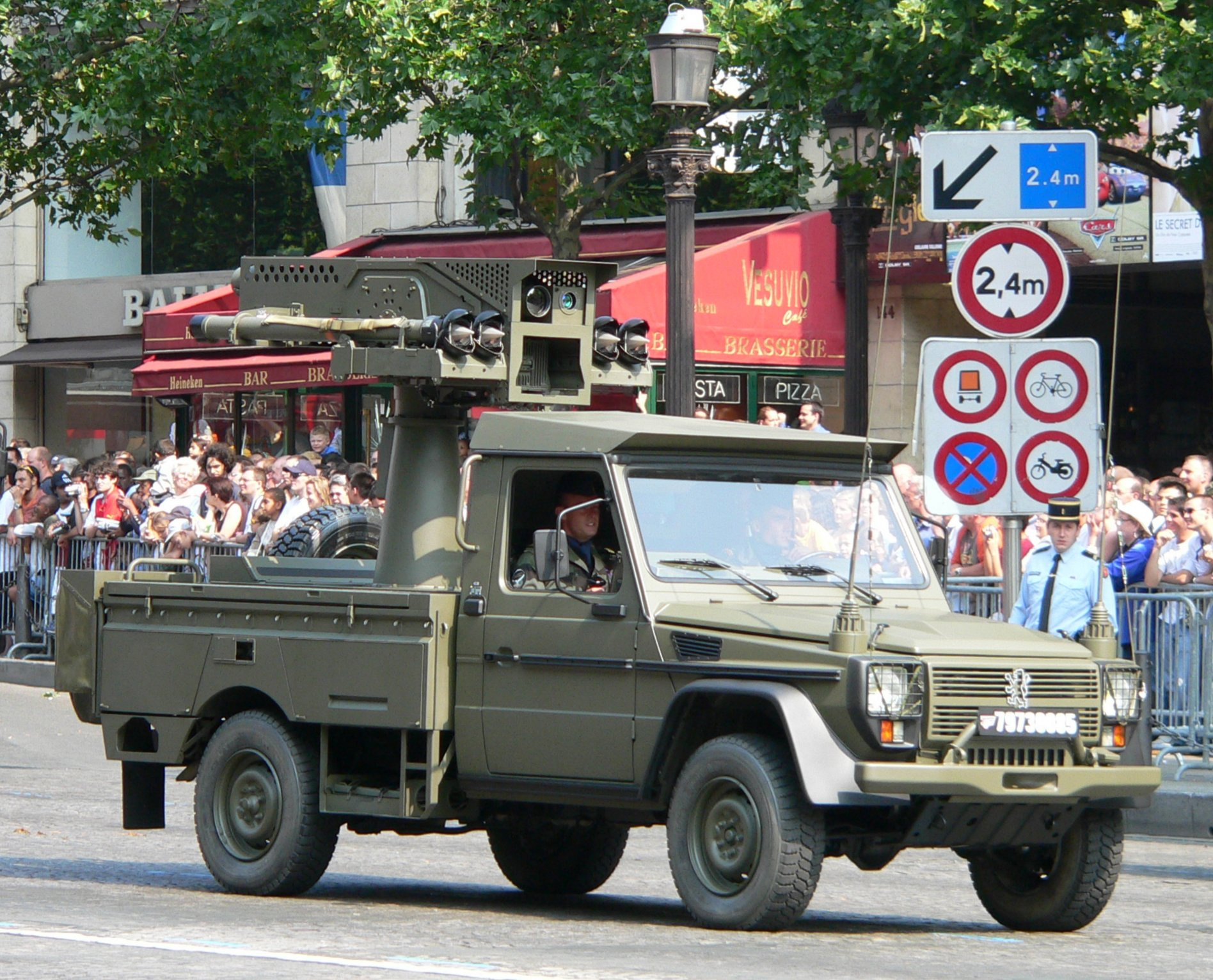
Další z odpalovacích platforem je čtyřnásobné zařízení Aspic, zde na podvozku Peugeot P4.

Technické parametry.
- Hmotnost: 18,7 kg
- Délka: 186 cm
- Průměr: 90 mm
- Rozpětí: 18 cm
- Hlavice: 3 kg
- Rychlost: 2,5 M
- Dosah: 500–6000 m
- Dostup: 3000 m